# Betula chichibuensis
Betula chichibuensis là một loài thực vật có hoa trong họ Betulaceae. Loài này được H.Hara mô tả khoa học đầu tiên năm 1956.